# Lepidochrysops nigritia
Lepidochrysops nigritia är en fjärilsart som beskrevs av Tite 1959. Lepidochrysops nigritia ingår i släktet Lepidochrysops och familjen juvelvingar. Inga underarter finns listade i Catalogue of Life.